# 时代 (歌曲)
《时代》是日本创作歌手中岛美雪创作的歌曲，于1975年发表。同年由佳音唱片制作成中岛的第二张单曲发行。后来多次制作其他版本，收录在专辑和单曲中。本歌曲也经常被其他歌手翻唱，2007年入选日本之歌百选。

## 简介
本歌曲于1975年10月在雅马哈音乐振兴会举办的“第10届流行歌曲大赛妻子之恋总决赛”中获得最高奖。同年11月16日举办的“第6届世界歌谣祭”本歌曲也获得了最高奖 。之后发行的单曲销量达到20万张 。
“第10届流行歌曲大赛妻子之恋主竞赛”获奖后的安可中，中岛在后台的伴奏乐团耳边低声说了些什么，然后突然用一把吉他自弹唱了本歌曲。这对于当时的“流行歌曲大赛”来说纯属异例，因此之后报纸、杂志上出现了一系列对中岛的抨击。“这是有原因的”，中岛告诉雅马哈创始人川上源一。“你写的歌词很棒。未来，我希望你成长为一个以歌词取胜的艺术家。如果可能的话，比起在喧闹的背景音乐中唱歌，我认为如果你只用一把吉他作伴奏，你的歌词能更好地传达给人们。” 川上的回答打动了中岛。
本歌曲多年后在毕业典礼上演唱，并被收录进音乐教科书中，深受人们的喜爱。2007年入选日本之歌百选。
2010年成为富士电视台开台50周年纪念剧《我家的历史》的片尾曲。
由于本歌曲用4⁄4拍记谱时需要使用许多三连符，所以有时也用12⁄8拍来记谱 。

## 中岛美雪版

### 1975年·单曲《时代》
本单曲由佳音唱片于1975年12月21日发行，由船山基纪编曲。
本单曲有两种封面，一种是中岛在世界歌谣祭上手持原声吉他唱歌的照片，另一种是中岛刚出道时穿越轨道的照片，拍摄地点在江之岛电铁·腰越站附近。
根据Oricon 公信榜排名估计销量为16.4万张。

#### 收录歌曲
- 全作词、作曲：中岛美雪
- 全编曲：船山基纪

1. 时代
2. 负伤之翼
  - 中岛1975年5月参加“第9届流行歌曲大赛妻子之恋总决赛”初出场时演唱的歌曲，她凭借这首歌获得了奖项。 2022年11月28日，雅马哈音乐传播以数字下载形式单独发行了这首歌曲。 （封面为精选集《Singles》的封面）
  - 吉卜力工作室制作的动画《海潮之声》曾一度想用本歌曲作为片尾曲，但最后并没有。

#### 收录精选集
- 中岛美雪 THE BEST
- Singles
- 中岛美雪 PRESENTS BEST SELECTION 16

### 1976年·专辑《听得见我的声音吗》
专辑的初收录是在中岛的第一张专辑《听得见我的声音吗》中。专辑版区别于单曲版，仅有中岛自己的原声吉他伴奏。

#### 收录精选集
- 中岛美雪 BEST SELECTION II

### 1993年·专辑《时代 -Time goes around-》
1993年，中岛在专辑《时代 -Time goes around-》中重塑自我。总体部分编曲由濑尾一三负责，弦乐部分编曲由David Campbell（大卫·坎贝尔）负责。

中岛对于自翻唱这首早期代表曲，解释道：
听说有很多学校在毕业典礼上使用《时代》，我感到非常高兴。但是，因为是很久以前发表的作品，所以我担心声音很陈旧。因此，我想用现在的声音重新录制这首歌。
导入部分听到的现场音源，是前述的世界歌谣祭获奖发表情况，用日语宣布获奖者名字中岛美雪的人是主持人坂本九，后面的英语翻译是翁倩玉。
从1993年到2000年，中岛本人出演并且插入了本歌曲的贺年明信片广告连续八年被日本邮政省使用。

#### 收录精选集
- 你好吗

### 1993年·单曲《时代/最后的女神》
1993年专辑版与《最后的女神》被分拆为双A面单曲（即《时代/最后的女神》），于同年12月1日发行。但1993年单曲版的《时代》并没有专辑版的现场音源作开头。
2022年11月28日，本单曲由雅马哈音乐传播以数字下载形式发行。

#### 收录精选集
- Singles Ⅱ
- 大吟酿
- 我就在这里呀

### 2012年·单曲《忘恩负义》
本单曲中，《时代》以《时代 -Live 2010~11-》的名义收录。该版本是演唱会《中岛美雪巡演2010》的现场音源。

#### 收录精选集
- 十二单～Singles 4～

### 2018年·专辑《中岛美雪 Live Request -歌旅・缘会・一会-》
本专辑收录了在巡回演唱会《中岛美雪“缘会”2012~3》中演唱的《时代》现场音源。

## 商业搭配

### 中岛美雪版
- 记忆屋 我永远不会忘记你[8]
2020年1月17日公开。使用了1993年的版本。这是中岛亲自演唱的版本首次被采用为电影主题曲。
- （东京电视台系列）
以《时代》为BGM，对比东京街头的过去与现在。
- THE MUSIC DAY（日本电视台系列）
从2014年第二届比赛开始，《时代》被用作主题曲。
- 安宁之乡（朝日电视台系列）
在第74集中使用。使用了1975年的版本。

### 其他
有关单曲化翻唱版本的使用示例，请参阅翻唱版本部分。
- 欢喜之歌（北海道电视台制作/朝日电视台系列）
片尾使用了女声合唱团的演唱。
- 看见的那一天 （北海道电视台制作/朝日电视台系列）
用作主题曲。前田泰伸演唱。
- 音乐之日2019（TBS电视台系列）
作为第1部的压轴曲目，由同台艺人大合唱。中岛并未出演。

## 翻唱

### 药师丸博子的单曲
药师丸博子的《时代》于1988年7月29日由东芝EMI发行，是她的第12张单曲。

#### 介绍
- 本歌曲除了被用作电影《城市英雄》的主题曲外，还被用作富士电视台系列《原来如此！The World》的片尾曲。
- 在收录了此版本《时代》的专辑《Sincerely Yours》中，也有中岛给药师丸的提供曲《童话故事》。
- 前一年发行的专辑《星纪行》中，《机场日志》和《未完成》也是中岛给药师丸的提供曲。这三首歌曲后来均被中岛自翻唱[注 6]。
- 《花的低语》是一首由莫扎特第23号钢琴协奏曲第2乐章的旋律加上歌词的歌曲。此歌曲收录在专辑《花图鉴》（1986年发行）中。
- 本单曲Oricon公信榜登场周数为14周，最高排名为周榜第9名，累计销量达8.9万张。

#### 收录曲（药师丸博子版）
1. 时代
作词、作曲：中岛美雪
编曲：船山基纪
  - 电影《Downtown Heroes》主题曲
  - 富士电视台系列《原来如此！The World》片尾曲
2. 花的低语
作词：松本隆
作曲：沃尔夫冈·阿玛多伊斯·莫扎特
编曲：武部聪志

#### 相关作品（药师丸博子版）
- GOLDEN☆BEST 药师丸博子
- 药师丸博子 TWIN BEST
- Essential Best 药师丸博子
- 风街图鉴～松本隆 作词活动30周年纪念-作词家活动30周年纪念CD-BOX，收录了《花的低语》。

### Geminiart High Quality的单曲
Geminiart High Quality的《时代》作为他们唯一的单曲于2001年7月25日由国王唱片发行。

#### 介绍（Geminiart High Quality版）
- 本单曲是当时的音乐系学生Kana和Tagu组成的双人小提琴&声乐组合Geminiart High Quality的唯一单曲。
- 同名主打歌被用作东京电视台播出的深夜动画《宇宙战士零》的片头曲[11]。

#### 收录曲（Geminiart High Quality版）
- 全编曲：Geminiart High Quality

1. 时代
作词、作曲：中岛美雪
  - 东京电视台动画《宇宙战士零》片头曲
2. BIRTH 01
作曲：Geminiart High Quality
3. 时代 (tad-mix version)
4. BIRTH 01（tad-mix version）

### 德永英明的单曲
德永英明的《时代》作为他的第34张单曲于2005年8月31日由环球音乐发行。

#### 介绍（德永英明版）
- 首张翻唱专辑《VOCALIST》的先行单曲。
- 被用作德永主演的电影《旅行的礼物 0:00发》的插入歌。
- C/W曲是山口百惠的《秋樱》和荒井由实的《毕业写真》的翻唱。

#### 收录曲（德永英明版）
- 全编曲：坂本昌之

1. 时代
作词、作曲：中岛美雪
2. 秋樱
作词、作曲：佐田雅志
3. 毕业写真
作词、作曲：荒井由实
4. 时代（instrumental）
5. 秋樱（instrumental）
6. 毕业写真（instrumental）

### 一青窈的单曲
一青窈的《时代》于2011年作为配信限定单曲发行。

#### 介绍（一青窈版）
本单曲是一青的首张配信限定单曲。另外，本作是为纪念一青出道10周年而举办的为期10个月连续配信计划的第一弹 。

#### 收录曲（一青窈版）
1. 时代
作词、作曲：中岛美雪
编曲：小林武史

#### 收录的专辑（一青窈版）
时代
- 《歌窈曲》

### 其他翻唱
时代
- 研直子（1978年，专辑《NAOKO VS MIYUKI（研直子唱中岛美雪）》）
- 樱田淳子（1978年，专辑《20岁的时候》）
- 西城秀树（1982年，现场专辑《HIDEKI RECITAL - 秋Dramatic》）
- Mi-Ke（1992年，专辑《被遗忘的叉子/白色2白色珊瑚礁》）
- 叶倩文（1995年，国语填词，收录于专辑《真心》）
- 安田一叶（2000年，专辑《波纹》）
- HEAVY HITTER（2002年，专辑《带我去朋克甲子园》）
- 中西圭三（2002年，专辑《结晶》）
- 岩崎宏美（2003年，专辑《Dear Friends》中）
- 夏川里美（2007年，专辑《寻找歌曲 ~Request 翻唱专辑~》）
- 桑田佳祐（2009年，LIVE DVD《昭和八十三年度！一个人的红白歌合战》）
- 中西保志（2010年，专辑《STANDARDS4》）
- 八神纯子（2012年，专辑《VREATH ~My Favourite Cocky Pop~》）
- 菅原保德（2014年，专辑《活下去 -父亲的话语-》）
- 秋川雅史（2015年，专辑《GOLDEN VOICE》）
- 基斯·哈特（2015年，专辑《Heart Song III》）
- 岛津亚矢（2019年，专辑《SINGER 6》）
- 鱼高满（2019年，专辑《第五个Request》）
- 工藤静香（2021年，翻唱专辑《青之炎》）
- 濱崎步（2024年，朝日電視台連續劇《萬博的太陽（日语：万博の太陽）》主題曲）

负伤之翼
- 八神纯子（2012年，专辑《VREATH ~My Favourite Cocky Pop~》）